# Helene Fischer
Helene Fischer, nata Yelena Petrovna Fisher (in russo Елена Петровна Фишер?, Elena Petrovna Fišer; Krasnojarsk, 5 agosto 1984) è una cantante, ballerina e showgirl tedesca.
Secondo le certificazioni di vendita, ha venduto oltre 16 milioni di copie dei suoi album. Nel giugno 2014, il suo Farbenspiel è diventato l'album più scaricato di tutti i tempi in Germania. L'artista, vincitrice di svariati premi, è attiva dal 2011 anche in ambito televisivo nel ruolo di presentatrice del Die Helene Fischer Show, trasmesso dal canale tedesco ZDF.
Con i suoi album Best Of e Farbenspiel, Helene Fischer vanta due dischi nella top 10 dei dieci album di maggior successo di sempre sia in Austria che in Svizzera, dove i due dischi sono i due album in lingua tedesca di maggior successo. Un momento importante della sua carriera è stato il concerto di accoglienza tenutosi a Berlino nel giugno 2014 in onore della nazionale di calcio tedesca dopo la vittoria della Coppa del Mondo in Brasile.

## Biografia
Helene Fischer è la secondogenita di Maria e Peter Fischer, una coppia di tedeschi di Russia. Il padre era insegnante di ginnastica mentre la madre era ingegnere in una scuola superiore. I nonni della cantante erano tedeschi del Volga, deportati in Siberia nel 1941. Nel 1988 i Fischer si trasferirono con le figlie di dieci e quattro anni a Wöllstein nella Renania-Palatinato. Negli anni delle superiori nella scuola di Wörrstadt Helene partecipò a corsi di teatro e di musica.
Dopo la maturità la Fischer studiò per tre anni alla Stage & Musical School di Francoforte sul Meno, diplomandosi in artista di musical. Contemporaneamente ricevette i primi ruoli. Si esibì allo Staatstheater Darmstadt all'interno del Rocky Horror Picture Show e al Volkstheater Frankfurt nello spettacolo Schlager Fifty-Fifty e nel musical Fiddler on the Roof. Dal maggio 2008 al 2018 la Fischer era fidanzata con Florian Silbereisen. A dicembre del 2018 ha annunciato la separazione con Florian Silbereisen, aggiungendo di essere fidanzata con Thomas Seitel, ballerino del suo Ensemble di ballo. Dall'ottobre 2011 al Madame Tussauds di Berlino è presente una statua di cera raffigurante l'artista. Dal dicembre 2012 Helene Fischer è impegnata nell'associazione roterkeil.net, che si batte contro la prostituzione infantile.

## Carriera

### Inizi e primi successi
Fu la madre di Helene Fischer a inviare un CD demo all'impresario Uwe Kanthak, il quale fece firmare alla cantante un contratto discografico, ingaggiando il produttore Jean Frankfurter. La Fischer si esibì per la prima volta in televisione il 14 maggio 2005 su Das Erste all'interno di Hochzeitsfest der Volksmusik. Cantò in duetto con Florian Silbereisen all'interno della sua trasmissione. Il 3 febbraio 2006 fu pubblicato il suo primo album, Von hier bis unendlich, che conteneva due singoli e un duetto con Sean Reeves. I testi furono affidati a Irma Holder e Kristina Bach. La Fischer ottenne un discreto successo radiofonico in Germania con i brani Feuer am Horizont e Im Reigen der Gefühle. Il 6 luglio 2007 la stazione radiofonica MDR realizzò un film sulla cantante intitolato So nah, so fern, pubblicato anche in DVD, per pubblicizzare il suo secondo album, So nah wie Du, da cui è estratto il singolo Mitten im Paradies. Entrambi gli album sono certificati doppio disco d'oro in Germania. Nel gennaio 2008 vinse la Krone der Volksmusik ("Corona della musica popolare") nella categoria "Cantante femminile di maggior successo del 2007"; in seguito all'esibizione della cantante al premio, l'album Von hier bis unendlich raggiunse il disco di platino sul suolo tedesco.

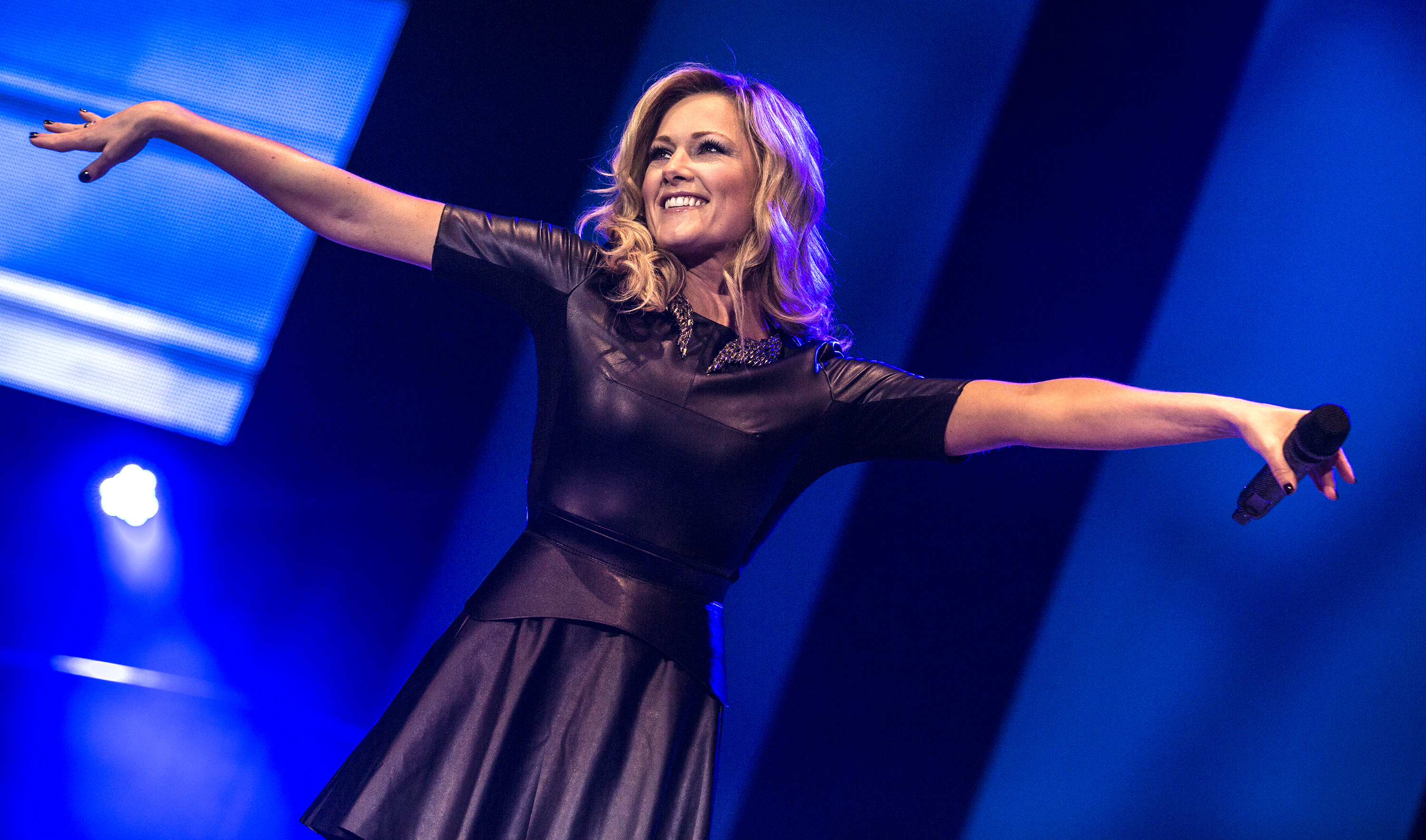
Helene Fischer in concerto.

### Altri album

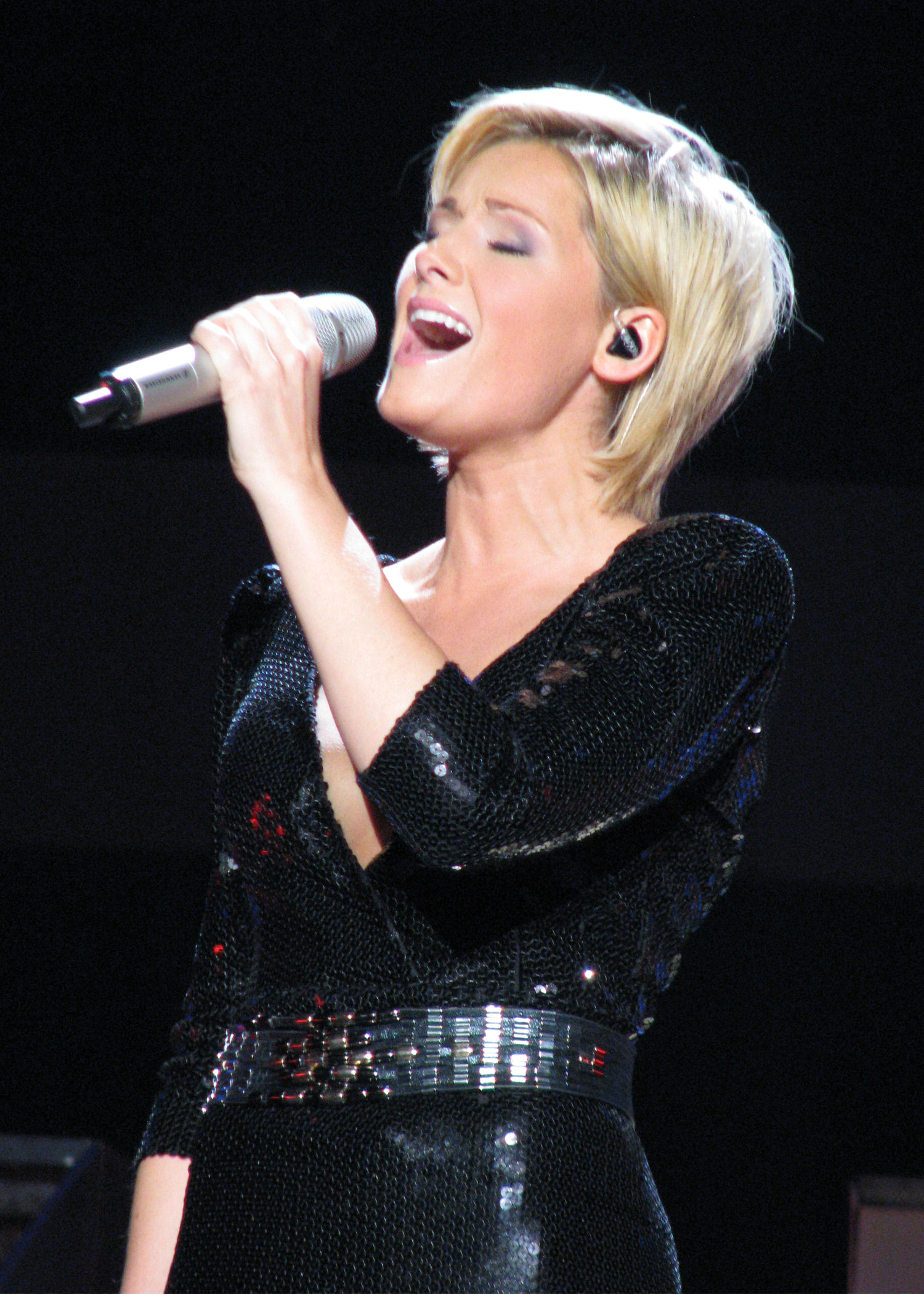
Helene Fischer in tour nel 2010.

Nell'autunno 2007 Helene Fischer intraprese il suo primo tour, al termine del quale realizzò l'album Zaubermond. Pubblicato il 27 giugno 2008, raggiunse la posizione numero 2 in Germania. Nel giugno 2009 uscì il DVD Zaubermond live contenente il concerto della Fischer del 31 marzo 2009 all'Admiralspalast di Berlino. Il 9 ottobre 2009 venne pubblicato il suo quarto album, So wie ich bin, che raggiunse la vetta in Austria, la numero 2 in Germania e la numero 7 in Svizzera. Il "Best of" della cantante fu pubblicato nel giugno 2010, raggiungendo ancora una volta la numero 1 in Austria e la numero 1 in Germania. L'album entrò in classifica per la prima volta anche in altri Paesi quali la Danimarca i Paesi Bassi e il Belgio. Il 10 dicembre 2010 fu pubblicato Best Of Live – So wie ich bin – Die Tournée contenente il suo concerto del 23 ottobre 2010 all'O2 World di Berlino in BD, DVD e CD.

### Für einen Tag
Con il quinto album di studio, Für einen Tag, pubblicato il 14 ottobre 2011, per la prima volta la Fischer raggiunse la posizione numero 1 della classifica album tedesca. In Austria e Svizzera raggiunse la posizione numero 2. Dopo due settimane l'album era disco d'oro in Germania, arrivando in seguito a conquistare quattro dischi di platino. Con questo disco la cantante si impose anche al di fuori dei Paesi di lingua tedesca: raggiunse la numero 1 nei Paesi Bassi, entrò nella top 10 in Belgio Fiandre e nella top 20 in Danimarca. Il 7 gennaio 2012 la Fischer vinse la "Krone der Volksmusik" nella categoria "Cantante femminile di maggior successo del 2011". Il 14 dicembre 2012 fu pubblicato Für einen Tag – Live 2012 contenente la registrazione del suo concerto del 13 novembre 2012 alla O2 World di Amburgo in Blu-ray, DVD e CD. L'album raggiunse nuovamente la vetta in Germania. Sempre nel 2012 fu pubblicato il documentario Allein im Licht, in cui il regista Kai Ehlers ritrae Helene Fischer durante il suo tour. Nel 2012 Helene Fischer debuttò in veste di attrice: recitò nel telefilm della ZDF La nave dei sogni interpretando la guida turistica Franziska Stein.

### Farbenspiel
Nel 2013 Helene vinse due premi Echo per il suo album dal vivo nelle categorie "Schlager tedescofono" e "DVD tedesco di maggior successo". I premi si tennero il 21 marzo 2013 a Berlino e furono condotti dalla stessa Fischer. Cantò quindi la sigla dell'Ape Maia per la ZDF.
Il 20 settembre 2013 fu pubblicato il singolo Fehlerfrei, anticipatore del nuovo album Farbenspiel, commercializzato a partire dal 4 ottobre 2013. L'album raggiunse la posizione numero 1 in Germania, Austria e Svizzera, la numero 4 in Danimarca, la numero 8 nei Paesi Bassi e la numero 17 nel Belgio fiammingo. In Danimarca l'album fu certificato disco di platino dopo solo una settimana. L'album dominò per mesi le classifiche di tutta l'Europa centrale, diventando un must della musica pop e Schlager tedescofona.
Il 29 novembre 2013 fu pubblicato il singolo di enorme successo Atemlos durch die Nacht. Il 27 marzo Helene Fischer presentò nuovamente gli Echo vincendo nelle categorie "Schlager tedescofono" e "Album dell'anno". All'Eurovision Song Contest 2014 fu Helene Fischer a comunicare il risultato del televoto e della giuria tedeschi in eurovisione. Il 6 giugno 2014 è stato estratto un altro singolo da Farbenspiel, Marathon.

## Discografia

### Album in studio
- 2006 – Von hier bis unendlich
- 2007 – So nah wie du
- 2008 – Zaubermond
- 2009 – So wie ich bin
- 2011 – Für einen Tag
- 2013 – Farbenspiel
- 2015 – Weihnachten
- 2017 – Helene Fischer

### Album dal vivo
- 2010 – Best of Helene Fischer live - So wie ich bin
- 2012 – Für einen Tag - Live 2012
- 2013 – Farbenspiel - Live aus dem Deutschen Theater München
- 2014 – Farbenspiel live - Die Tournee
- 2015 – Farbenspiel live - Die Stadion-Tournee
- 2017 – Das Konzert aus dem Kesselhaus
- 2018 – Helene Fischer Live - Die Arena-Tournee
- 2019 – Helene Fischer (Die Stadion-Tour Live)

### Raccolte
- 2010 – The English Ones
- 2018 – Best of Helene Fischer
- 2020 – Die Helene Fischer Show - Meine schönsten Momente (Vol. 1)

### Singoli
- 2008 – Lass mich in dein Leben
- 2009 – Ich will immer wieder... dieses Fieber spür'n
- 2011 – Phänomen
- 2012 – Die Hölle morgen früh
- 2013 – Atemlos durch die Nacht
- 2015 – The Power of Love
- 2017 – Nur mit dir
- 2017 – Herzbeben
- 2018 – Flieger
- 2018 – Regenbogenfarben
- 2021 – Vamos a Marte (feat. Luis Fonsi)